# ARP Omni

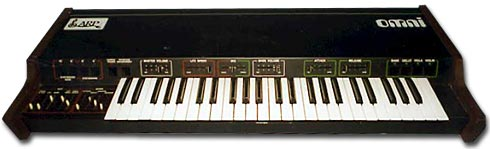
ARP Omni Mk1

L'ARP Omni era un sintetizzatore composto da una tastiera semplice, che riproduceva suoni predefiniti di strumenti a corde. Fu il più venduto sintetizzatore della ARP, che lo mise in commercio a partire dal 1975.

## Storia
L'Omni era un sintetizzatore analogico con suoni orchestrali predefiniti di strumenti a corde. Era in grado di riprodurre il suono di Violino e Viola in polifonia, e quello di Contrabbasso e Violoncello in monoaurale. Era diviso in 3 sezioni: Strings, sintetizzatore e basso-synth, tutte utilizzabili contemporaneamente. Disponeva dei classici e semplici controlli VCA, VCF e LFO per contornare il suono e renderlo "corale" al fine di inspessire i suoni degli strumenti a corda. Aveva un metodo di generazione sonora altamente innovativo, che produceva onde a dente di sega con geometria variabile in funzione del decay del volume della nota: in mancanza della tastiera dinamica, questa tecnica permetteva di ottenere una variazione del contenuto armonico delle singole note nel dominio del tempo, sia arricchendo la pasta sonora, sia migliorando la percezione della singola nota. Inoltre era presente un chorus che utilizzava tre linee di ritardo analogiche di tipo Bucked-Brigade Devices (BBD) in parallelo, ognuna modulata da un proprio LFO; i tre LFO erano regolati su cadenze prime fra loro, e quindi in grado di evitare la periodicità e artificiosità del suono così ottenuto. È pertanto evidente lo straordinario sforzo, per quel periodo, di ottenere un suono di insieme il più naturale (o meno artificiale) possibile. Lo strumento non aveva nessuna possibilità di memoria per le voci stesse.
Due anni più tardi la ARP mise in commercio l'Omni Mk 2. Si trattava basicamente di una macchina identica alla precedente, eccetto per alcuni piccoli miglioramenti e la modifica della livrea, portata al classico Nero-Arancione dei precedenti strumenti ARP.

## Musicisti noti che utilizzavano l'Omni

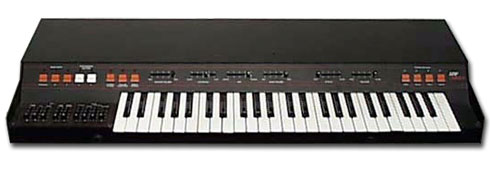
ARP Omni Mk2

### Gruppi
- Joy Division
- Kansas
- Kraftwerk
- Modern English
- Tangerine Dream
- Exodus

### Musicisti
- Jean-Michel Jarre
- Billy Joel
- Jonathan Cain dei Journey
- Richard Tandy degli Electric Light Orchestra